# Венецуела на Зимским олимпијским играма 2002.
Венецуели је ово било друго учешће на Зимским олимпијским играма. Венецуелеанску делегацију, на Зимским олимпијским играма 2002. у Солт Лејк Ситију представљао је четворо спортиста (3 мушкарца и 1 жена) који су се такмичили у санкању.
Велецуела је остала у групи екипа које нису освојиле медаљу.
Заставу Венецуеле на свечаном отварању носила је као и у Нагану 1998. венецулеанска такмичарка Iginia Boccalandro.
У репрезентацији Венецуеле учествовали су отац Werner и син Chris Hoeger, Отац је био најстарији такмичар са 48 год. и 58 дана, а син најмлађи са 17 год. и 26 дана.

## Санкање

### Мушкарци
| Такмичар           | Дисциплина  | 1. вожња | 1. вожња | 2. вожња | 2. вожња | 3. вожња | 3. вожња | 4 вожња | 4 вожња | Укупно   | Укупно    | Укупно  |
| Такмичар           | Дисциплина  | Време    | Пласман  | Време    | Пласман  | Време    | Пласман  | Време   | Пласман | Укупно   | Заостатак | Пласман |
| ------------------ | ----------- | -------- | -------- | -------- | -------- | -------- | -------- | ------- | ------- | -------- | --------- | ------- |
| Werner Hoeger      | појединачно | 47,234   | 43       | 47,071   | 40       | 46,934   | 42       | 47,039  | 41      | 3:08,278 | +10,337   | 40      |
| Хулио Сесар Камачо | појединачно | 47,193   | 41       | 46,676   | 37       | 47,627   | 43       | 46,579  | 39      | 3:08,075 | +10,134   | 39      |
| Chris Hoeger       | појединачно | 46,167   | 31       | 46,097   | 33       | 45,818   | 32       | 46,231  | 32      | 3:04.313 | +6,372    | 31      |

### Жене
| Такмичар | Дисциплина  | 1. вожња      | 1. вожња      | 2. вожња      | 2. вожња      | 3. вожња      | 3. вожња      | 4 вожња       | 4 вожња       | Укупно        | Укупно        | Укупно        |
| Такмичар | Дисциплина  | Време         | Пласман       | Време         | Пласман       | Време         | Пласман       | Време         | Пласман       | Укупно        | Заостатак     | Пласман       |
| -------- | ----------- | ------------- | ------------- | ------------- | ------------- | ------------- | ------------- | ------------- | ------------- | ------------- | ------------- | ------------- |
|          | појединачно | Није завршила | Није завршила | Није завршила | Није завршила | Није завршила | Није завршила | Није завршила | Није завршила | Није завршила | Није завршила | Није завршила |